# Cheryl Kreviazuk
Cheryl Kreviazuk (Ottawa, 25 de septiembre de 1992) es una deportista canadiense que compite en curling. Ganó una medalla de oro en el Campeonato Mundial de Curling Femenino de 2017.

## Palmarés internacional
| Campeonato Mundial | Campeonato Mundial | Campeonato Mundial | Campeonato Mundial |
| Año                | Lugar              | Medalla            | Prueba             |
| ------------------ | ------------------ | ------------------ | ------------------ |
| 2017               | Pekín (China)      | Medalla de oro     | Equipo             |